# Rifugio Dondena
Il rifugio Dondena è un rifugio situato nel comune di Champorcher (AO), in valle di Champorcher, nelle Alpi Graie, a 2.192 m s.l.m.

## Storia
La costruzione risale al 1863. Fu utilizzato dapprima come "casa di caccia" del re Vittorio Emanuele.

## Caratteristiche
Il rifugio si trova a monte dell'abitato di Champorcher nella conca di Dondena.
Il rifugio è inserito nel tragitto dell'Alta via della Valle d'Aosta n. 2.

## Accessi
Dal villaggio di Château, capoluogo di Champorcher, si sale fino alla conca di Dondena. Dal termine della strada carrozzabile, il rifugio è raggiungibile in circa 15 minuti.

## Ascensioni
- Mont Glacier - 3.186 m
- Rosa dei Banchi - 3.164 m
- Mont Délaz - 3.139 m
- Torre Ponton - 3.101 m
- Bec Costazza - 3.092 m
- Monte Rascias - 2.783 m
- Tête des Hommes - 2.618 m
- Mont de Dondénaz - 2.543 m
- Bec Raty - 2.382 m

## Traversate
- Rifugio Miserin - 2.580 m - nei pressi del lago Misérin
- Rifugio Sogno di Berdzé al Péradzà - 2.526 m